# Artace
Artace är ett släkte av fjärilar. Artace ingår i familjen ädelspinnare.

## Dottertaxa tillArtace, i alfabetisk ordning[1]
- Artace aemula
- Artace albicans
- Artace anula
- Artace argentina
- Artace athoria
- Artace cinerosipalpis
- Artace colaria
- Artace connecta
- Artace coprea
- Artace cribraria
- Artace etta
- Artace helier
- Artace lilloi
- Artace litterata
- Artace melanda
- Artace menuve
- Artace meridionalis
- Artace muzophila
- Artace nigripalpis
- Artace obumbrata
- Artace pelia
- Artace punctistriga
- Artace punctivena
- Artace randa
- Artace regalis
- Artace rosea
- Artace rubripalpis
- Artace schreiteria
- Artace sisoes
- Artace thelma

+ en ny upptäckt ädelspinnare som troligen tillhör släktet